# Kertajaya (Pasawahan)
Kertajaya is een bestuurslaag in het regentschap Purwakarta van de provincie West-Java, Indonesië. Kertajaya telt 4018 inwoners (volkstelling 2010).